# Паліата
«Паліата» або «комедія плаща» (лат. «fabula paliata», лат. «pallium» — «плащ») — жанр римської комедії, де актори виступали у грецьких плащах (костюмах).
Джерелами Паліати слугували твори «середньої» та «нової» аттичної комедії. Розквіт цього жанру припадає на кінець ІІІ і першу половину ІІ століття до н. е.
Використання «еллінського антуражу» було обумовлене не лише фактом запозичення в греків, а й тим, що соціальна й політична критика (яка все-таки проривалась в текстах) легко відносилась до «поганої, розбещеної Еллади», а не до «бездоганного, взірцевого Рима». Хоча, на перший погляд, ця комедія виглядає прогрецькою, все ж вона залишається суто римським культурним явищем, оскільки у специфічній жанровій формі передає нам соціокультурний контекст, римський ментальний колорит і знайомить нас із реаліями повсякденного життя, в тому числі і правового.

### Особливості Паліати та її автори
Римські комедіографи щедро запозичували сюжети, прийоми, персонажів у еллінської комедії (переважно нової аттичної). Традиційними типами палліати є спритні раби, скупі старигани-батьки, розпусні та морнотратні сини, жадібні зводники, хвальковиті воїни, гетери, похлібці (парасіти) та ін.
Найвідомішими авторами були Лівій Андронік, Енній, Невій, Плавт, Трабея, Атілій, Лициній Імбрекс, Ювенцій, Цецилій, Лусцій Ланувін і Теренцій. Вони перекладали грецькі драми більш-менш вільно, що залежало від поетичного хисту перекладачів та різних вимог публіки. Щоб зробити свої драми більш цікавими і, щоб привернути увагу публіки, вони додавали від себе грубі жарти або ж робили з двох грецьких драм одну римську, що називалося контамінацією. При цьому вони не стільки звертали увагу на розподіл дій і сувору послідовність у зображенні характерів, скільки на враження, яке мало справити кожне окреме місце драми. В кінці VI ст. публіка стала вимагати майже буквального перекладу грецьких драм, на що погодилися лише опосередковані поети. Більш здатні автори стали складати тогати і ателлани.